# Suskewiet
Suskewiet is een stripverhaal uit de reeks van Suske en Wiske. Het album dat op 18 maart 2015 verscheen is geschreven door Peter Van Gucht. Het is het 329e album uit de vierkleurenreeks.
De titel "Suskewiet" werd door de uitgeverij eerst veranderd in "Het kletsende kruid". In een interview met Gazet van Antwerpen van 9 december 2014 zei tekenaar Luc Morjaeu: "Voor ons is dat een volkomen normale titel en wij Vlamingen snappen dat het over een vink gaat. Maar in Nederland associeert men wiet met drugs. De uitgeverij vond die titel aanvankelijk niet kunnen. Als alternatief werd Het kletsende kruid geopperd, maar we hebben zopas onze zin gekregen. Suskewiet is en blijft het!"

## Locaties
Dit verhaal speelt zich af op de volgende locaties:
- het huis van tante Sidonia, het laboratorium van professor Barabas, Chiliguay

## Personages
In dit verhaal komen de volgende personages voor:
- Suske, Wiske, tante Sidonia, Lambik, Jerom, professor Barabas, Planchazo, Picanha, Asado, slechteriken, professor Augustin (conservator van het oudheidkundig museum in Chiliguay)

## Uitvindingen
In dit verhaal spelen de volgende uitvindingen een rol:
- gyronef, vangnetlaser

## Het verhaal
Professor Barabas heeft een kistje gekregen van professor Augustin. Het werd in 1535 door de Spanjaarden buitgemaakt bij de verovering van Yuctani, de hoofdstad van de Mayizena-indianen. Professor Barabas moet de hiërogliefen vertalen en ontdekt een zaadje van een onbekende plant in het kistje. Het zou zorgen voor oneindig leven en een Zuid-Amerikaans bedrijf zit achter het kistje aan. Er is ook een aanslag gepleegd op professor Augustin. Suske kweekt het zaadje op in zijn kas en Lambik en Jerom beschermen hem op verzoek van professor Barabas. Er komt een vlieg in de kas, maar dit blijkt een kleine drone met een camera te zijn. Er komen mannen en ze willen de plant, maar Jerom kan hen verslaan en ze vluchten weg. Wiske komt na drie weken langs en wil weten of Suske nog wel aan haar denkt. Suske vertelt dat professor Barabas de plant naar hem wil vernoemen en Wiske bedenkt de naam Suskewiet. Suske is enthousiast en rent naar de professor en Wiske merkt dan dat de plant kan spreken. De plant wil dat Suske een vrucht van hem eet en vertelt Wiske dat Suske dan eeuwig van haar zal houden.
Wiske geeft Suske het fruit en Suske verandert dan in vinken. De plant sterft nadat hij zijn opdracht voor Azda heeft uitgevoerd. Professor Barabas ontcijfert de hiërogliefen en ontdekt dat een van de vogels de ziel van Suske bevat. De andere vogels dienen als lijfwachten en brengen de ziel naar een speciale kooi, Quackquack, die gebouwd is om tegen de Spanjaarden te vechten. Dit moet gebeuren voor de Negen Heren van de Nacht hebben geheerst, anders zal de ziel sterven. Jerom wil gaan zoeken in de hoofdstad, maar deze is door de Spanjaarden vernietigd en nog nooit terug gevonden. Professor Barabas zoekt naar een oplossing en Wiske ziet dan dat één vinkje in het niets verdwijnt. Professor Barabas snapt dat elke dag een lijfwacht zal verdwijnen. De mannen dringen het huis weer binnen en willen de vogel, maar Wiske kan dit voorkomen en vlucht weg met de vogelkooi. Om te voorkomen dat de mannen de vogels in handen krijgen, laat Wiske ze vrij. Professor Barabas heeft de goudvink geringd en het signaal komt binnen. De vrienden reizen met de gyronef achter het signaal aan en vangen de vinken met een vangnetlaser boven zee, omdat de volgens niet binnen 7 dagen naar Zuid-Amerika kunnen vliegen.
De vrienden vliegen verder naar Chiliguay. Daar is een Mavzenaindiaan op de hoogte van de legende en hij wil de Quackquack voor zichzelf. Hij geeft zijn zoon opdracht om de vink naar zijn hoofdkwartier te brengen en op die manier wil hij het eeuwig leven. De gyronef wordt gedwongen om te landen en de vrienden worden vastgezet. Wiske ontsnapt 's nachts en ziet dat de vogelkooi wordt meegegeven aan een man en springt ongezien in de auto. De vrienden ontsnappen de volgende dag en volgen het signaal. Wiske krijgt de vogelkooi te pakken,maar wordt later weer gegrepen door de crimineel. De crimineel haalt de ring van de poot van de vink en rijdt met Wiske als gijzelaar verder. Op het hoofdkwartier spuit de vader een nanozender in de goudvink en zo willen de mannen de verloren stad vinden. De gyronef wordt belaagd door een helikopter en stort neer in het oerwoud. Tante Sidonia breekt haar voet en Lambik gaat op weg om hulp te halen. Jerom raakt de vink kwijt en ziet vrachtwagens met boomstammen. Hij wil de werklieden om hulp vragen, maar merkt al snel dat hij bij de criminelen terecht gekomen is.
Wiske wordt naar Jerom gebracht en hij hoort dat er medicijnen, antibiotica en pijnstillers worden geproduceerd door de crimineel. Ook produceert hij sterke slaapmiddelen en dit gebruikt hij op Jerom. De man vliegt met Wiske achter de goudvink aan en komt bij een tempel in het oerwoud terecht. Inmiddels krijgt tante Sidonia koorts. Lambik ziet toevallig de vink en volgt deze. Hij komt in de tempel terecht en ziet hoe de vogel in Quackquack vliegt. De Quackquack komt tot leven en baant zich een weg naar buiten. Hij valt de vader aan en hij vlucht met zijn zoon en Wiske naar het kamp terug. Ze lokken de vogel mee. Lambik ziet dan nog meer pratende planten, dezelfde als degene die Suske heeft opgekweekt en ze willen dat hij van de vruchten eet. Lambik stemt toe, maar wil eerst weten hoe je teruggetoverd kunt worden tot de normale persoon. Inmiddels is tante Sidonia in coma geraakt en professor Barabas heeft geen medicijnen meer. Op het kamp blijkt de vogel te sterk voor het grote materieel en Wiske vertelt dat Jerom de mannen kan helpen in de strijd tegen de vogel. De zoon geeft Jerom een oppeppend middel en hij voorkomt dat de vader door de vogel wordt gedood. De vader grijpt Wiske en wil dat zijn zoon de vogel uit Quackquack haalt, maar de zoon weigert.
Dan roept de vader dat hij zijn zoon nooit had moeten adopteren. Hij vindt dat Indianen nutteloos zijn en dreigt Wiske dood te schieten. Dan schiet Lambik een stuk vrucht in zijn mond met een katapult. Hij vertelt dat de enige manier om een betoverde te redden een andere persoon betoveren is. De vader verandert in een kraai en er zijn nog zeven kraaien. Ze vliegen naar Quackquack en de gouden kraai vliegt naar binnen. Quackquack legt een ei en breekt de schaal met zijn snavel. Suske komt tevoorschijn en Quackquack vertrekt. De zoon vertelt dat hij de tempel zal beschermen tegen vijandige volken. Wiske heeft medelijden met zijn vader, maar de zoon vertelt dat hij nu het eeuwige leven heeft zoals hij zelf wilde. De vrienden maken zich zorgen om tante Sidonia, maar dan landt een helikopter. Professor Barabas vertelt dat professor Augustin ontwaakt is en door zijn getuigenis zijn de criminelen opgepakt. Het leger zag de neergestorte gyronef en heeft tante Sidonia gered.